# Ixodiphagus hookeri
Ixodiphagus hookeri é uma espécie de insetos himenópteros, mais especificamente de vespas parasíticas pertencente à família Encyrtidae.
A autoridade científica da espécie é Howard, tendo sido descrita no ano de 1908.
Trata-se de uma espécie presente no território português.